# Macabeemyrma
Macabeemyrma é um gênero extinto de formigas da subfamília Myrmeciinae [en], contendo uma única espécie, Macabeemyrma ovata, descrita em 2006 a partir de depósitos do estágio Ypresiano (Eoceno Inferior) na Colúmbia Britânica, Canadá. Apenas um único espécime é conhecido: uma rainha holótipo preservada como fóssil por compressão. O espécime não possui asas, e partes de suas pernas e olhos estão pouco preservadas. Era uma formiga grande, com 25 mm de comprimento. Seu comportamento provavelmente era semelhante ao das formigas Myrmeciinae atuais, como forragear sozinha em busca de presas artrópodes e nidificar no solo ou em árvores. Macabeemyrma apresenta semelhanças com formigas extintas do gênero  Ypresiomyrma e com a viva Nothomyrmecia macrops, mas não foi definitivamente atribuída a nenhuma tribo, sendo geralmente considerada incertae sedis dentro de Myrmeciinae. No entanto, o único espécime carece de características definitivas, e sua classificação em Myrmeciinae, e até mesmo sua identificação como formiga, foi questionada.

## História e classificação

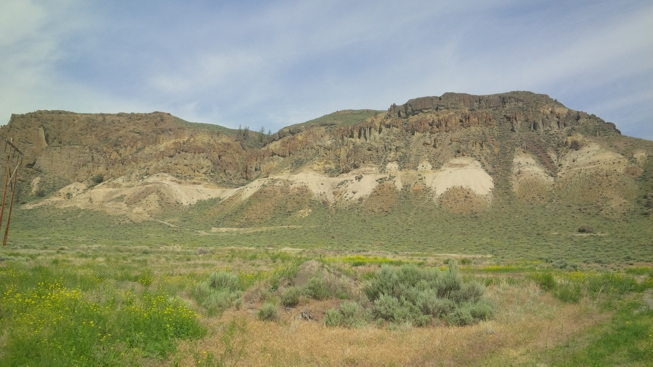
Leitos fósseis de McAbee, Colúmbia Britânica. en de Macabeemyrma

Macabeemyrma ovata é conhecida apenas por um único espécime fóssil: uma rainha adulta quase completa, preservada como fóssil por compressão em xisto de grão fino. O xisto provém de afloramentos fossilíferos nos leitos fósseis de McAbee [en], parte de uma formação sem nome no grupo Kamloops, formação Tranquille, que aflora a leste de Cache Creek [en], na Colúmbia Britânica, Canadá. O espécime holótipo foi coletado por uma pessoa desconhecida e doado à Thompson Rivers University em 2002. O espécime foi descrito por Bruce Archibald, Stefan Cover e Corrie Moreau [en], do Museum of Comparative Zoology [en] da Universidade de Harvard, em sua descrição-tipo do gênero e espécie em 2006. O nome genérico Macabeemyrma é um topônimo derivado da localidade-tipo McAbee combinado com o grego myrmex, que significa "formiga". O epíteto específico ovata, do latim "ovatus", que significa "em forma de ovo", refere-se ao formato da cápsula cefálica.
Archibald e colegas originalmente classificaram Macabeemyrma como incertae sedis (latim para "de colocação incerta") dentro da subfamília de formigas Myrmeciinae, pois não pôde ser confiantemente colocada em nenhuma tribo de formigas. Contudo, em um artigo de 2008, Cesare Baroni Urbani, da Universidade de Basileia, Suíça, observou que o espécime compartilha algumas características encontradas em outras subfamílias de formigas e em algumas vespas, e carece de características diagnósticas principais (sinapomorfias) da família de formigas, Formicidae. Assim, ele argumentou que Macabeemyrma só poderia ser confiantemente classificada como incertae sedis dentro da ordem Hymenoptera. Um relatório subsequente descrevendo novos mirmecinos fósseis aceitou a classificação de Archibald e colegas sem comentar as visões de Baroni Urbani.
Os seguintes cladogramas gerados por Archibald e colegas mostram duas possíveis posições filogenéticas de Macabeemyrma entre algumas formigas da subfamília Myrmeciinae; o cladograma à direita incluiu três gêneros extintos adicionais em comparação com o da esquerda. Eles sugerem que Macabeemyrma ovata e outras formigas extintas, como Avitomyrmex e Ypresiomyrma, podem ser estreitamente relacionadas à viva Nothomyrmecia macrops.
|  | Prionomyrmex janzeni   |
|  |                        |
|  | Prionomyrmex longiceps |
|  |                        |

|  | Macabeemyrma         |
|  |                      |
|  | Prionomyrmex macrops |
|  |                      |

|  | Prionomyrmex janzeni   |
|  |                        |
|  | Prionomyrmex longiceps |
|  |                        |

|  | Macabeemyrma         |
|  |                      |
|  | Prionomyrmex macrops |
|  |                      |

|  | Prionomyrmex janzeni   |
|  |                        |
|  | Prionomyrmex longiceps |
|  |                        |

|  | Macabeemyrma         |
|  |                      |
|  | Prionomyrmex macrops |
|  |                      |

|  | Prionomyrmex janzeni   |
|  |                        |
|  | Prionomyrmex longiceps |
|  |                        |

|  | Macabeemyrma         |
|  |                      |
|  | Prionomyrmex macrops |
|  |                      |

|  | Prionomyrmex janzeni   |
|  |                        |
|  | Prionomyrmex longiceps |
|  |                        |

|  | Macabeemyrma         |
|  |                      |
|  | Prionomyrmex macrops |
|  |                      |

|  | Prionomyrmex janzeni   |
|  |                        |
|  | Prionomyrmex longiceps |
|  |                        |

|  | Macabeemyrma         |
|  |                      |
|  | Prionomyrmex macrops |
|  |                      |

|  | Prionomyrmex janzeni   |
|  |                        |
|  | Prionomyrmex longiceps |
|  |                        |

|  | Macabeemyrma         |
|  |                      |
|  | Prionomyrmex macrops |
|  |                      |

|  | Prionomyrmex janzeni   |
|  |                        |
|  | Prionomyrmex longiceps |
|  |                        |

|  | Macabeemyrma         |
|  |                      |
|  | Prionomyrmex macrops |
|  |                      |

|  | Prionomyrmex janzeni   |
|  |                        |
|  | Prionomyrmex longiceps |
|  |                        |

|  | Macabeemyrma         |
|  |                      |
|  | Avitomyrmex          |
|  |                      |
|  | Ypresiomyrma         |
|  |                      |
|  | Prionomyrmex macrops |
|  |                      |

|  | Prionomyrmex janzeni   |
|  |                        |
|  | Prionomyrmex longiceps |
|  |                        |

|  | Macabeemyrma         |
|  |                      |
|  | Avitomyrmex          |
|  |                      |
|  | Ypresiomyrma         |
|  |                      |
|  | Prionomyrmex macrops |
|  |                      |

|  | Prionomyrmex janzeni   |
|  |                        |
|  | Prionomyrmex longiceps |
|  |                        |

|  | Macabeemyrma         |
|  |                      |
|  | Avitomyrmex          |
|  |                      |
|  | Ypresiomyrma         |
|  |                      |
|  | Prionomyrmex macrops |
|  |                      |

|  | Prionomyrmex janzeni   |
|  |                        |
|  | Prionomyrmex longiceps |
|  |                        |

|  | Macabeemyrma         |
|  |                      |
|  | Avitomyrmex          |
|  |                      |
|  | Ypresiomyrma         |
|  |                      |
|  | Prionomyrmex macrops |
|  |                      |

|  | Prionomyrmex janzeni   |
|  |                        |
|  | Prionomyrmex longiceps |
|  |                        |

|  | Macabeemyrma         |
|  |                      |
|  | Avitomyrmex          |
|  |                      |
|  | Ypresiomyrma         |
|  |                      |
|  | Prionomyrmex macrops |
|  |                      |

|  | Prionomyrmex janzeni   |
|  |                        |
|  | Prionomyrmex longiceps |
|  |                        |

|  | Macabeemyrma         |
|  |                      |
|  | Avitomyrmex          |
|  |                      |
|  | Ypresiomyrma         |
|  |                      |
|  | Prionomyrmex macrops |
|  |                      |

|  | Prionomyrmex janzeni   |
|  |                        |
|  | Prionomyrmex longiceps |
|  |                        |

|  | Macabeemyrma         |
|  |                      |
|  | Avitomyrmex          |
|  |                      |
|  | Ypresiomyrma         |
|  |                      |
|  | Prionomyrmex macrops |
|  |                      |

|  | Prionomyrmex janzeni   |
|  |                        |
|  | Prionomyrmex longiceps |
|  |                        |

|  | Macabeemyrma         |
|  |                      |
|  | Avitomyrmex          |
|  |                      |
|  | Ypresiomyrma         |
|  |                      |
|  | Prionomyrmex macrops |
|  |                      |

## Descrição
O corpo da formiga está mal preservado, e grande parte é indistinta. Macabeemyrma ovata tem cerca de 25 mm de comprimento, com uma cápsula cefálica oval alongada, aproximadamente 1,5 vez mais longa que larga. O holótipo não possui asas e algumas partes das pernas, enquanto os olhos estão muito pouco preservados. Não foi possível confirmar se seus olhos eram compostos, mas, se confirmados, provavelmente compartilhariam características oculares semelhantes às de Myrmecia. A forma exata das mandíbulas não pode ser determinada com precisão, mas elas são alongadas e não subtriangulares, o que é comum em outros membros de Myrmeciinae, exceto no gênero Myrmecia. Sua cabeça alongada e mandíbulas distinguem esta espécie daquelas do gênero Ypresiomyrma, que, de outra forma, são consideradas como tendo uma relação filogenética próxima devido a semelhanças. A cintura consiste em um único segmento, e não foi possível determinar completamente se a formiga possuía ferrão devido à condição do espécime coletado.

## Ecologia
Archibald e colegas sugeriram que os hábitos de vida de Macabeemyrma ovata podem ter sido semelhantes aos das formigas Myrmeciinae atuais. A formiga é grande, com pernas longas e mandíbulas alongadas. Provavelmente possuía olhos grandes usados para caçar presas e navegar, e possivelmente estava equipada com um ferrão. As colônias provavelmente nidificavam no solo, como a maioria das outras Myrmeciinae, mas, como algumas espécies de Myrmecia, é possível que fossem uma espécie que nidificava em árvores. As operárias eram forrageadoras solitárias, buscando alimento no solo ou em vegetação enquanto predavam artrópodes. É provável que as operárias não recrutassem outras formigas para fontes de alimento ou depositassem trilhas de feromônios [en].

### Texto citado
- Archibald, S.B.; Cover, S. P.; Moreau, C. S. (2006). «Bulldog Ants of the Eocene Okanagan Highlands and History of the Subfamily (Hymenoptera: Formicidae: Myrmeciinae)» (PDF). Annals of the Entomological Society of America. 99 (3): 487–523. doi:10.1603/0013-8746(2006)99[487:BAOTEO]2.0.CO;2